# Estação Annino
Annino (em russo:  Аннино) é uma das estações da linha Serpukhovsko-Timiriasevskaia (Linha 9) do Metro de Moscovo, na Rússia. Estação «Annino» está localizada entre as estações «Bulhvar Dmitria Donskogo» e «Ulitsa Academika Ianguelia».